# Gwary środkoworosyjskie

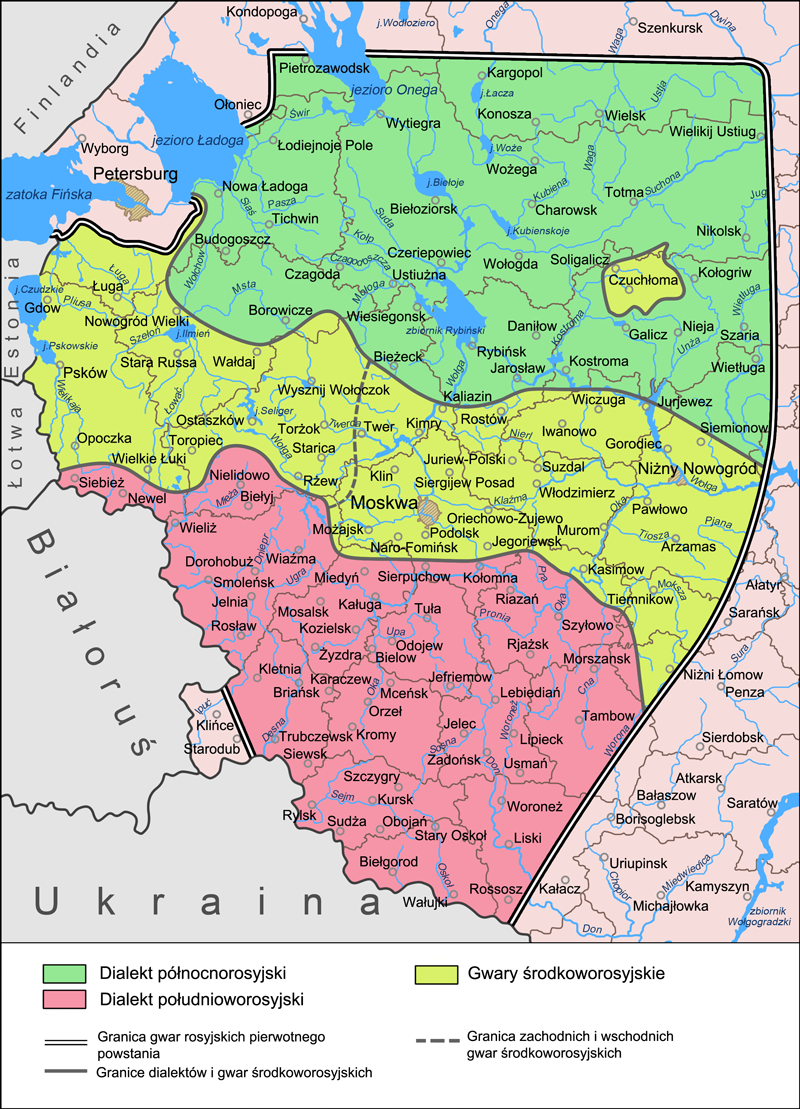
Gwary środkoworosyjskie na mapie dialektów języka rosyjskiego

Gwary środkoworosyjskie — ogólne określenie gwar przejściowych języka rosyjskiego, funkcjonujących na pograniczu narzecza północnorosyjskiego, a narzecza południoworosyjskiego (na terenie pierwotnego powstania gwar rosyjskich).
Gwary środkoworosyjskie leżą u podstaw współczesnego rosyjskiego języka literackiego.
Pas przejściowych gwar środkoworosyjskich wykazuje mieszaninę cech południoworosyjskich i północnorosyjskich.

## Dane ogólne
Gwary środkoworosyjskie nie tworzą jedności dialektalnej, nie są też jednym z głównych dialektów języka rosyjskiego, ponieważ nie mają własnych cech językowych, które obejmowałyby cały obszar, na którym występują, a jedynie łączą w sobie niektóre cechy językowe dialektów północnej i południowej Rosji, tworząc grupy dialektów przejściowych pomiędzy nimi. Areał gwar środkoworosyjskich jest podzielony na dwie części — gwary zachodnie oraz gwary wschodnie. Dialekty te genetycznie odnoszą się do różnych dialektów języka staroruskiego — do dialektu staronowogrodzkiego i dialektu rostowo-suzdalskiego. Dialekty te znacząco różnią się od siebie. Ich wewnętrzne podziały mają również różnorodną charakterystykę, w tym między innymi w kwestii najważniejszego dla rosyjskich dialektów wyróżnika — typu wokalizmu nieakcentowanego. Dialektami środkoworosyjskimi posługują się przede wszystkim mieszkańcy wsi. Mowa większości z nich w różnym stopniu podlega wpływowi języka literackiego.

## Areał
Zgodnie z mapą dialektologiczną języka rosyjskiego z 1964 roku terytorium dialektów środkoworosyjskich obejmuje południowy zachód od obwodu leningradzkiego i południowy zachód od Nowogrodu, prawie cały obwód pskowski (z wyjątkiem jego skrajnej części południowej), środkową część Tweru i większość regionów obwodu moskiewskego, skrajne południe regionu Jarosławia, całkowicie Iwanowo i region Włodzimierski, a także region Niżnego Nowgorodu (z wyjątkiem jego północnej części), północno-wschodnie regiony obwodu riazańskiego, północno-zachodnie regiony obwodu penzeńskiego i wschodnią część Mordowii. Ponadto dialekty środkoworosyjskie znajdują się na terytorium dialektu północno-rosyjskiego w obwodzie kostromskim w regionie Czuchłomy i Soligalicza.
Za południową granicę gwar środkoworosyjskich przyjmuje się zasięg wymowy zwartej g wobec południoworosyjskej wymowy szczelinowej ɣ. Za północną granicę gwar środkoworosyjskich przyjmuje się zasięg akania wobec północnorosyjskiego okania.

## Cechy gwar
Pewne cechy wymowy gwar środkoworosyjskich:
- jednakowa wymowa nieakcentowanych /a/ i /o/ w drugiej sylabie przedakcentowej po twardych spółgłoskach jak [a] albo [ъ] ([ə]) podobnie jak w gwarach południoworosyjskich (akanie): м[ъ]локо (m[ə]łoko) ‘mleko‘[12];
- zachowanie wymowy fonemu /g/ jako [g] podobnie jak w gwarach północnorosyjskich: но[г]а (no[g]a) ‘noga‘[13].

Сechy te są cechamy współczesnego języka rosyjskiego literackiego.
Inne cechy gwar środkoworosyjskich:
- formy mianownika liczby mnogiej rzeczowników rodzaju nijakiego z końcówką nieakcentowaną -ы (-y) zgodne z narzeczem południowym: п’атн[ы] (p’atn[y]), lit. пятна (p’atn[a]) ‘plamy‘; с’ол[ы] (s’ol[y]), lit. сёла (s’ol[a]) ‘wsie‘; окн[ы] (okn[y]), lit. окна (okn[a]) ‘okna‘[15];
- końcówki nieakcentowane -ут (-ut), -ют (-’ut) w formach 3 osoby liczby mnogiej czasowników czasu przeszłego I i II koniugacji zgodne z narzeczem południowym: паш[ут] (pasz[ut]) lit. пашут (pasz[ut]) ‘orzą‘ (bez. ‘orać‘); прос’[ут] (pros’[ut]) lit. просят (pros’[at]) ‘proszą‘ (bez.‘prosić‘)[16];
- używanie wyrazów zgodne z narzeczem północnym: квашня/квашонка (kwaszn’a/kwaszonka) ‘dzieża‘[17]; ухват (uchwat) ‘uchwyt, widły do garnków‘[18]; льдина (l’dina) ‘bryła lodu, kra‘; погода (pogoda) ‘zła pogoda‘; сковородник (skoworodnik) ‘uchwyt do patelni‘ (natomiast w gwarach południoworosyjskich: дежа/дежка (deża/deżka) ‘dzieża‘; рогач (rogacz), вилы/вилки (wiły/wiłki) ‘uchwyt, widły do garnków‘; крыга/крига (kryga/kriga) ‘bryła lodu, kra‘; чапля/чапельник (czapl’a/czapelnik) ‘uchwyt do patelni‘; погода (pogoda) ‘dobra pogoda‘).

## Zróżnicowanie wewnętrzne
Podział gwar środkoworosyjskich według klasyfikacji z roku 1914:
- Grupa gwarowa pskowska;
- Grupa gwarowa zachodnia;
- Grupa gwarowa wschodnia;

Podział gwar środkoworosyjskich według klasyfikacji z roku 1964:
Zachodnie gwary środkoworosyjskie: 
- Zachodnie gwary środkoworosyjskie okające(inne języki)
  - Gwary nowogrodzkie(inne języki)
  - Grupa gwarowa gdowska(inne języki)
- Zachodnie gwary środkoworosyjskie akające(inne języki)
  - Grupa gwarowa pskowska(inne języki)
  - Gwary seligero-torżokskie(inne języki)

Wschodnie gwary środkoworosyjskie
- Wschodnie gwary środkoworosyjskie okające(inne języki)
  - Grupa gwarowa włodzimiersko-powołżańska(inne języki) (łącznie gwary twerskie(inne języki) i niżnonowogrodzkie(inne języki))
- Wschodnie gwary środkoworosyjskie akające(inne języki)
  - Dział А wschodnich gwar środkoworosyjskich akających (gwary moskiewskie)(inne języki)
  - Dział B wschodnich gwar środkoworosyjskich akających(inne języki)
  - Dział C wschodnich gwar środkoworosyjskich akających(inne języki)
  - Gwary czuchłomskie(inne języki)